# Iwan Kłymenko

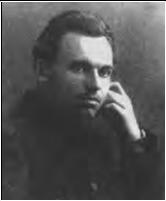
Iwan Kłymenko

Iwan Jewdokymowycz Kłymenko (ukr. Iван Євдокимович Клименко, ur. 28 sierpnia?/9 września 1891 we wsi Riwczak-Stepaniwka w ujeździe osterskim guberni czernihowskiej, zm. 26 listopada 1937 w Moskwie) – radziecki polityk, zastępca ludowego komisarza rolnictwa ZSRR (1929-1930), zastępca członka KC WKP(b) (1925-1934), sekretarz KC KP(b)U (1925-1927), II sekretarz KC KP(b)U (1925).
Od 1912 członek SDPRR(b), był aresztowany i zsyłany. Od marca do maja 1917 zastępca przewodniczącego Rady Nowonikołajewskiej (obecnie Nowonikołajewsk nosi nazwę Nowosybirsk), od maja 1917 członek Kijowskiego Komitetu SDPRR(b), 1917 członek Centralnej Rady Komitetów Fabryczno-Zawodowych. W marcu-kwietniu 1918 ludowy sekretarz pracy Ukraińskiej SRR, 1918-1919 członek podziemnych komitetów KP(b)U w Charkowie i Odessie, 1919 wojskowy komisarz 45 Dywizji Piechoty, przewodniczący Żytomierskiego Komitetu Wojskowo-Rewolucyjnego, od 6 marca 1919 do 17 marca 1920 zastępca członka KC KP(b)U. Od 19 grudnia 1919 do 1920 zastępca przewodniczącego kijowskiego gubernialnego komitetu rewolucyjnego, 1920 przewodniczący kijowskiego gubernialnego komitetu KP(b)U i przewodniczący Komitetu Wykonawczego Odeskiej Rady Gubernialnej, 1920-1921 przewodniczący Komitetu Wykonawczego Jekaterynosławskiej Rady Gubernialnej, od 14 grudnia 1921 do 20 listopada 1927 członek KC KP(b)U. Od 1922 do stycznia 1925 ludowy komisarz rolnictwa Ukraińskiej SRR, od 10 kwietnia 1923 do 12 maja 1924 zastępca członka, a od 17 maja 1924 do 13 października 1927 członek Biura Organizacyjnego KC KP(b)U, od 13 stycznia do 6 grudnia 1925 II sekretarz KC KP(b)U. Od 13 stycznia 1925 do 13 października 1927 członek Biura Politycznego KC KP(b)U, od 12 grudnia 1925 do 13 października 1927 sekretarz KC KP(b)U, od 31 grudnia 1925 do 26 stycznia 1934 zastępca członka KC WKP(b), od 1927 do grudnia 1929 zastępca ludowego komisarza rolnictwa RFSRR, przewodniczący Związku Spółdzielni Rolniczych. Od grudnia 1929 do 1930 zastępca ludowego komisarza rolnictwa ZSRR, 1929 przewodniczący Wszechzwiązkowego Centrum Stanic Maszynowo-Traktorowych, 1920 przewodniczący Komitetu Wykonawczego Syberyjskiej Rady Krajowej, 1932-1933 szef Kolei Środkowoazjatyckiej, 1933-1934 szef Kolei Riazańsko-Uralskiej, członek Kolegium Ludowego Komisariatu Komunikacji Drogowej ZSRR, od 1934 do maja 1937 zastępca szefa Zarządu Zbożowego Ludowego Komisariatu Rolnictwa ZSRR.
W okresie "wielkiej czystki" 13 maja 1937 aresztowany przez NKWD. 26 listopada 1937 skazany na śmierć przez Wojskowe Kolegium Sądu Najwyższego ZSRR z zarzutu o "szkodnictwo i założenie antysowieckiej prawicowej organizacji". Rozstrzelany tego samego dnia. Ciało skremowano w krematorium na Cmentarzu Dońskim, prochy pochowano anonimowo.
28 stycznia 1956 pośmiertnie zrehabilitowany postanowieniem Kolegium Wojskowego Sądu Najwyższego ZSRR.